# Дзекановичі (Мисленицький повіт)
Дзекановичі (пол. Dziekanowice) — село в Польщі, у гміні Добчиці Мисленицького повіту Малопольського воєводства.
Населення — 474 особи (2011).
У 1975—1998 роках село належало до Краківського воєводства.

## Демографія
Демографічна структура станом на 31 березня 2011 року:
|          | Загалом | Допрацездатний вік | Працездатний вік | Постпрацездатний вік |
| -------- | ------- | ------------------ | ---------------- | -------------------- |
| Чоловіки | 233     | 57                 | 161              | 15                   |
| Жінки    | 241     | 53                 | 140              | 48                   |
| Разом    | 474     | 110                | 301              | 63                   |